# Луиђи Рива
Луиђи Рива (итал. Luigi Riva; Леђуно, 7. новембар 1944 — Каљари, 22. јануар 2024), познатији као Ђиђи Рива, био је италијански фудбалер.

## Клупска каријера
Рива је сениорску каријеру почео 1962. године у Лењану. После само једне сезоне прелази у Каљари, у којем остаје до краја каријере. Као играч Каљарија 3 пута је био најбољи стрелац Серије А, да би се након другог освојеног места сезоне 1968/69. наредне сезоне домогао скудета, и тако је Каљари први и једини пут до сада постао шампион Италије. Са 29 година је одбио понуду да пређе у Јувентус, и тако је остао у Каљарију. Током своје каријере имао је бројне повреде, и због тога је каријеру завршио раније него што је могао.
У његову част 2005. године Каљари је одлучио да повуче дрес са бројем 11.

## Репрезентативна каријера
За репрезентацију Италије је дебитовао 27. јуна 1965. у пријатељској утакмици против Мађарске, у поразу Италије од 2:1. Са репрезентацијом је дошао до титуле европског првака 1968. на ком је Италија била домаћин, а две године касније и до финала Светског првенства у Мексику.
Укупно је за репрезентацију одиграо 42 утакмице и постигао 35 голова, што га чини актуелним рекордером по броју постигнутих голова за репрезентацију Италије.

## Трофеји

### Клуб
Каљари
- Серија А : 1969/70

Италија
- Европско првенство : 1968

### Индивидуални
- Најбољи стрелац Серије А : 1966/67, 1967/68, 1969/70
- Део најбољег тима Европског првенства 1968